# Jerzy Melcer
Jerzy Melcer, poljski rokometaš, * 10. marec 1949, Białystok.
Leta 1972 je na poletnih olimpijskih igrah v Münchnu v sestavi poljske rokometne reprezentance osvojil deseto mesto.
Čez štiri leta je z reprezentanco osvojil bronasto medaljo.